# Parnawa
Parnawa (est. Pärnu, niem. Pernau, ros. Пярну – za czasów ZSRR i obecnie; za czasów Imperium Rosyjskiego Пернов, łot. Pērnava) – miasto w południowej Estonii, port morski nad Zatoką Parnawską (część Zatoki Ryskiej we wschodniej części Morza Bałtyckiego), stolica prowincji Pärnu. Liczba mieszkańców wynosi 44 tys. Przez Parnawę przepływa rzeka o tej samej nazwie.
W mieście jest towarowa stacja kolejowa Parnawa.

## Historia

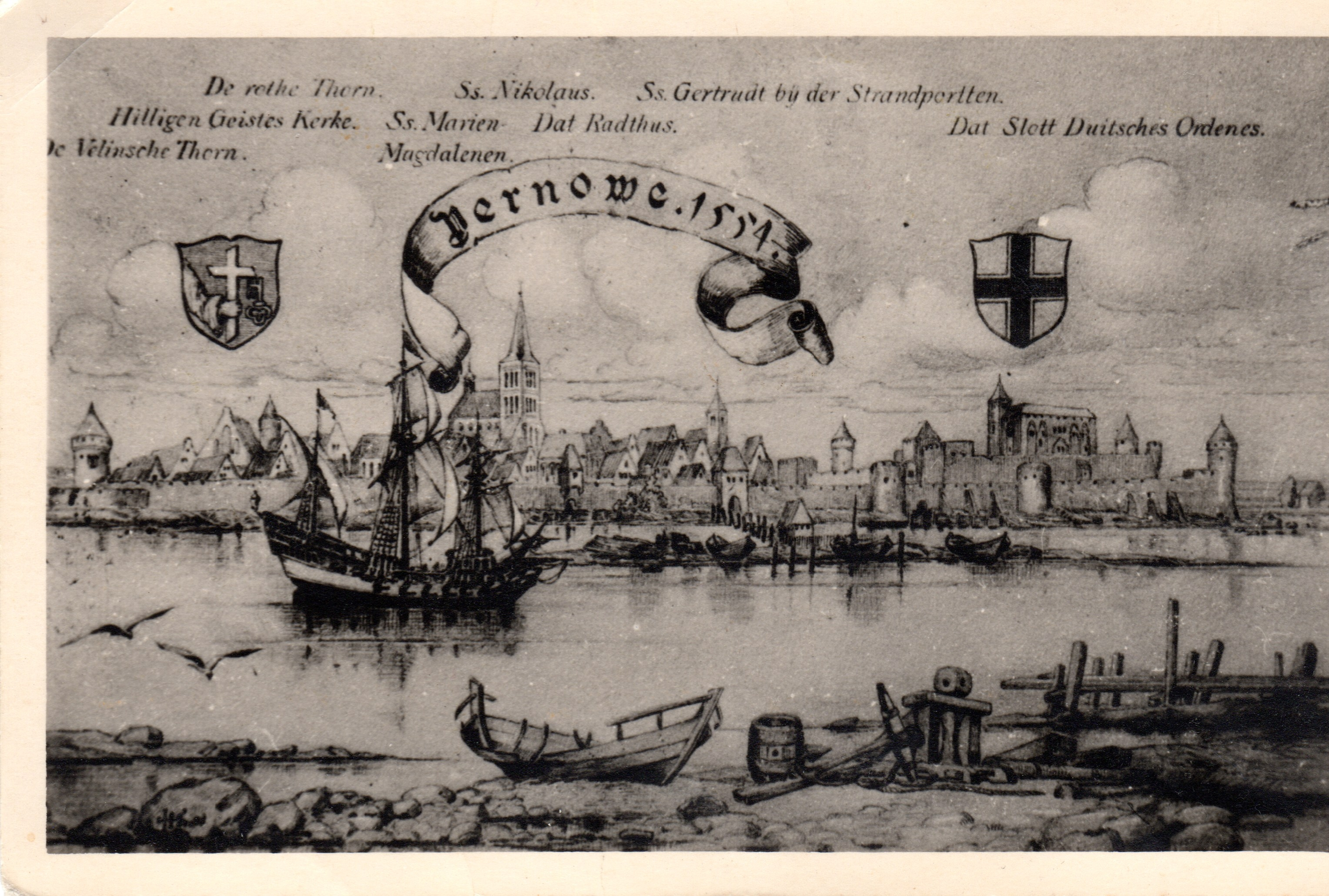
Rysunek z 1554 r. przedstawiający Parnawę

Parnawa została założona w 1241 przez inflancką gałąź zakonu krzyżackiego. Należała do Hanzy.
W 1560 ostatni komtur parnawski konwentu Rutger Wolf przekazał miasto i zamek reprezentantom Rzeczypospolitej. W 1578 roku Parnawa nie zdołała obronić się przed wojskami moskiewskimi Iwana Groźnego, który na cztery lata zajął zamek i miasto. Polska odzyskała Parnawę w 1582 roku i od 1598 roku było stolicą województwa parnawskiego (istniało formalnie do 1660). Było to obok województwa dorpackiego najbardziej na północ położone województwo Rzeczypospolitej. Pierwszym wojewodą został starosta sancelski Maciej Dembiński. Jedną z decyzji władz polskich było ostateczne zlikwidowanie w 1599 roku miasta po północnej stronie rzeki i przesiedlenie wszystkich mieszkańców na południową stronę rzeki. Podczas wojny ze Szwecją (1600-1611) wojska szwedzkie księcia Karola Sudermańskiego zajęły miasto 17 października 1600 roku. W 1609 roku hetman Jan Karol Chodkiewicz brawurowym nocnym atakiem zaatakował miasto i odbił je wraz z zamkiem (więcej: Oblężenie Parnawy). Następnie po zabraniu statków z portu w Parnawie odniósł zwycięstwo w morskiej bitwie pod Salis. W 1617 roku nominację na wojewodę otrzymał Teodor Denhoff. Podczas wojny ze Szwecją w latach 1617-1618 w dniu 14 sierpnia 1617 Parnawa została zdobyta przez Szwedów po trzydniowej obronie polskiego garnizonu. Panowanie Szwecji w Parnawie zostało usankcjonowane w oliwskim traktacie pokojowym.
Do Rosji miasto należało od czasu jej zwycięstwa w wojnie północnej (1721) do ogłoszenia niepodległości przez Estonię w 1918. W 1838 r. w Parnawie zostało otwarte pierwsze sanatorium, a w 1857 r. ukazała się tu pierwsza gazeta drukowana w języku estońskim, której wydawcą był Johann Voldemar Jannsen.
Od 24 kwietnia do 21 sierpnia 1907 obowiązki komendanta garnizonu Parnawa i komendanta oddziału przeznaczonego do stłumienia zamieszek pełnił podpułkownik Zygmunt Gidlewski.
Za czasów Estońskiej Socjalistycznej Republiki Radzieckiej miasto było miejscem odpoczynku dla uprzywilejowanych grup społecznych. Od 1940 r. zamknięto dla żeglugi międzynarodowej znajdujący się tu port, a na początku lat pięćdziesiątych zaprojektowano centralny plac i prospekt imienia Lenina. Z ziemią zrównano zabudowania starego miasta i budynek kościoła św. Mikołaja, wybudowano natomiast największą w krajach bałtyckich fabrykę puszkowanych ryb. Po odzyskaniu przez Estonię niepodległości, Parnawę ogłoszono w 1996 r. letnią stolicą Estonii. W 2004 r. otwarty został tu największy w krajach bałtyckich park wodny, a dwa lata później oddano do użytku nadmorską promenadę.

## Ludność

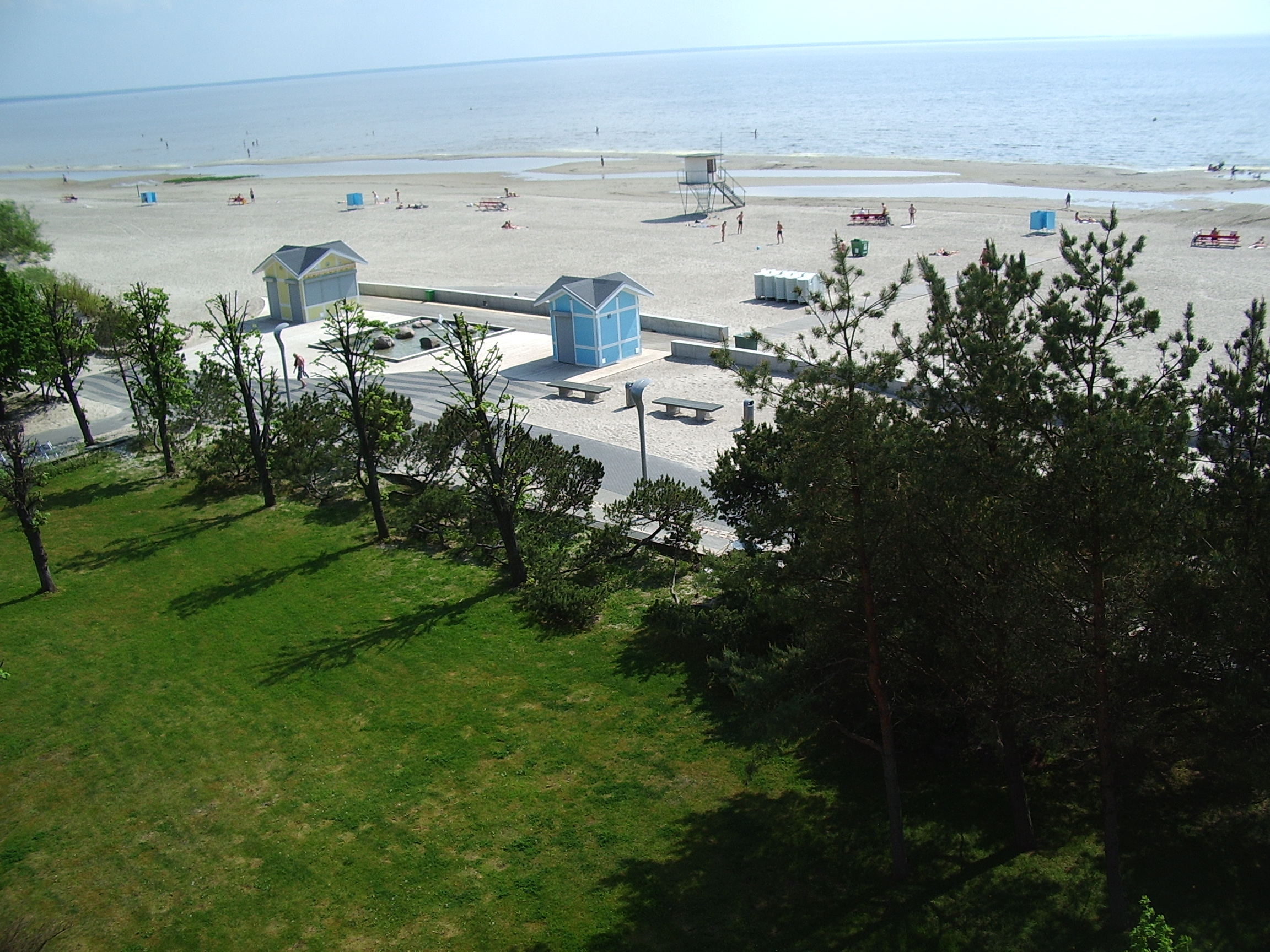
Plaża w Parnawie

| 1881   | 1897   | 1922   | 1934   | 1959   | 1970   | 1979   | 1989   | 2000   | 2009   |
| ------ | ------ | ------ | ------ | ------ | ------ | ------ | ------ | ------ | ------ |
| 12 966 | 12 898 | 18 499 | 20 334 | 22 367 | 50 224 | 54 051 | 53 885 | 46 476 | 44 024 |

## Gospodarka
W mieście rozwinął się przemysł rybny, lniarski, maszynowy, spożywczy oraz drzewny

## Kurort
Miasto jest głównym ośrodkiem turystycznym w Estonii, co zawdzięcza długiej piaszczystej plaży i atrakcyjnemu położeniu na brzegu zatoki morskiej. Turystyczne walory Parnawy zaczęto wykorzystywać już w pierwszej połowie XIX wieku. Obecnie kurort oferuje m.in. kąpiele borowinowe.

## Architektura
Najstarszymi zabytkami są fortyfikacje miejskie: fragmenty bastionów i fosy, Czerwona Wieża muru miejskiego z XV wieku oraz Brama Tallińska z XVII wieku.
Z pierwszej połowy XX wieku pochodzi secesyjna willa Ammende (1905) oraz kilka funkcjonalistycznych budynków zaprojektowanych przez wieloletniego architekta miejskiego Olewa Siinmaa, takich jak Pärnu Beach Hotel (1937, z Antonem Soansem) i Pärnu Beach Café (1940).
W drugiej połowie XX wieku wybudowano nowy gmach Teatru Endla oraz kilka budynków sanatoryjnych.
Na terenie ośrodka znajduje się długie kąpielisko z płaskim dnem morskim oraz strefa parku nadmorskiego, znajdują się tu również sanatoria, łaźnie borowinowe, domki letniskowe itp.

## Natura
Miasto położone jest nad Zatoką Parnawską i  jest podzielone przez rzekę Pärnu, a rzeka Sauga jest oddzielona między Vana-Pärnu i Ülejõe.
W Parnawie i jej okolicach znajduje się Rezerwat Przyrody Nadmorska Łąka Pärnu (dawniej Trzciny Nadbrzeżne Pärnu) oraz Rezerwat Krajobrazowy Łąk. 

## Edukacja
Od 1699 do 1710 roku w Parnawie mieścił się Uniwersytet w Tartu (Academia Gustaviana Carolina).
Obecnie w Pärnu działa 12 szkół ogólnokształcących: Szkoła Podstawowa Pärnu Ülejõe, Szkoła Pärnu Raeküla, Gimnazjum Pärnu Koidula, Gimnazjum Koedukacyjne Pärnu, Gimnazjum dla Dorosłych w Pärnu, Średnia Szkoła Humanistyczna Pärnu Sütevaka, Szkoła Podstawowa Stare Miasto w Pärnu, Szkoła Podstawowa Pärnu Rääma, Szkoła Pärnu Tammsaare, Szkoła Podstawowa przy ulicy Pärnu Kuninga, Szkoła Słońce w Pärnu i Wolna Szkoła w Pärnu.
W mieście działa Pärnu College Uniwersytetu w Tartu oraz Powiatowe Centrum Kształcenia Zawodowego w Pärnu.

## Osobistości
- Raul Arnemann – wioślarz i medalista olimpijski;
- Tõnu Endrekson – wioślarz i medalista olimpijski;
- Piotr Grabowski – proboszcz parnawski;
- Denhoffowie – kasztelani i wojewodowie parnawscy;
- Andrei Jämsä – wioślarz i medalista olimpijski;
- Johann Voldemar Jannsen – parnawski nauczyciel, wydawca pierwszego czasopisma estońskiego;
- Lydia Koidula – poetka okresu estońskiego przebudzenia narodowego, „matka” estońskiej sztuki dramatycznej;
- Jüri Tamm – lekkoatleta i medalista olimpijski;
- Raimond Valgre – muzyk i kompozytor.

## Miasta partnerskie
- Siófok
- Soczi

## Honorowi obywatele[4]
- 1886 Konstantin Possiet
- 1901 Friedrich Fromhold Martens
- 1934 Konstantin Päts
- 2007 Neeme Järvi
- 2008 Valter Ojakäär
- 2009 Jüri Jaanson
- 2017 Arbo Valdma

## Galeria

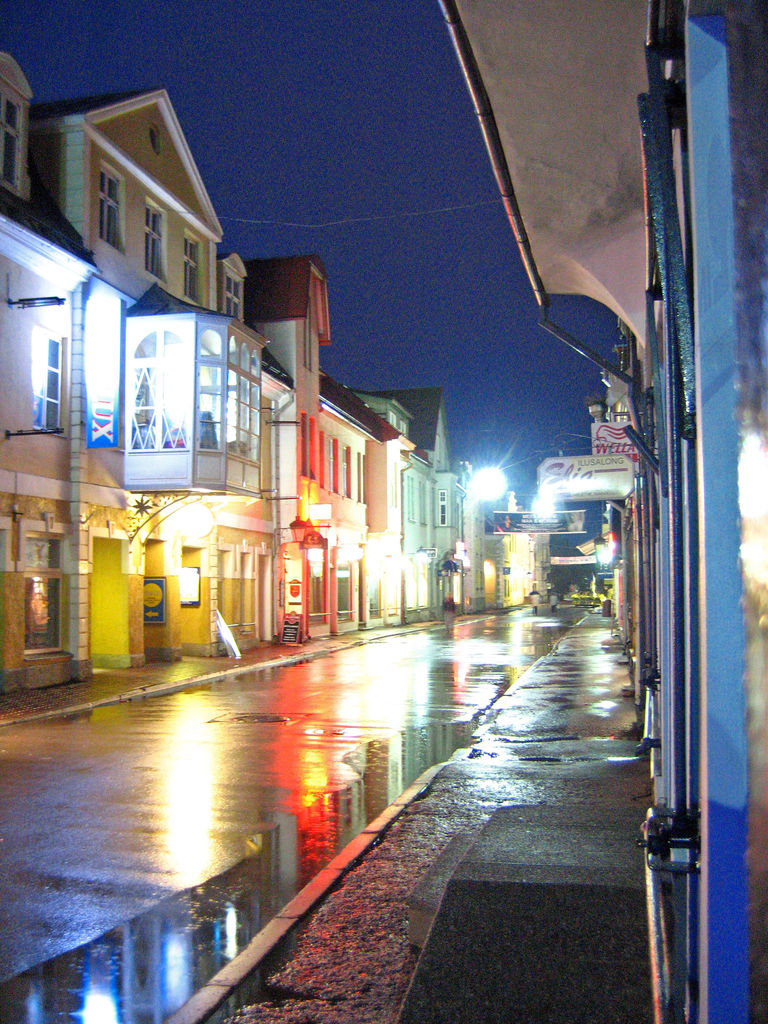
Ulica w Parnawie
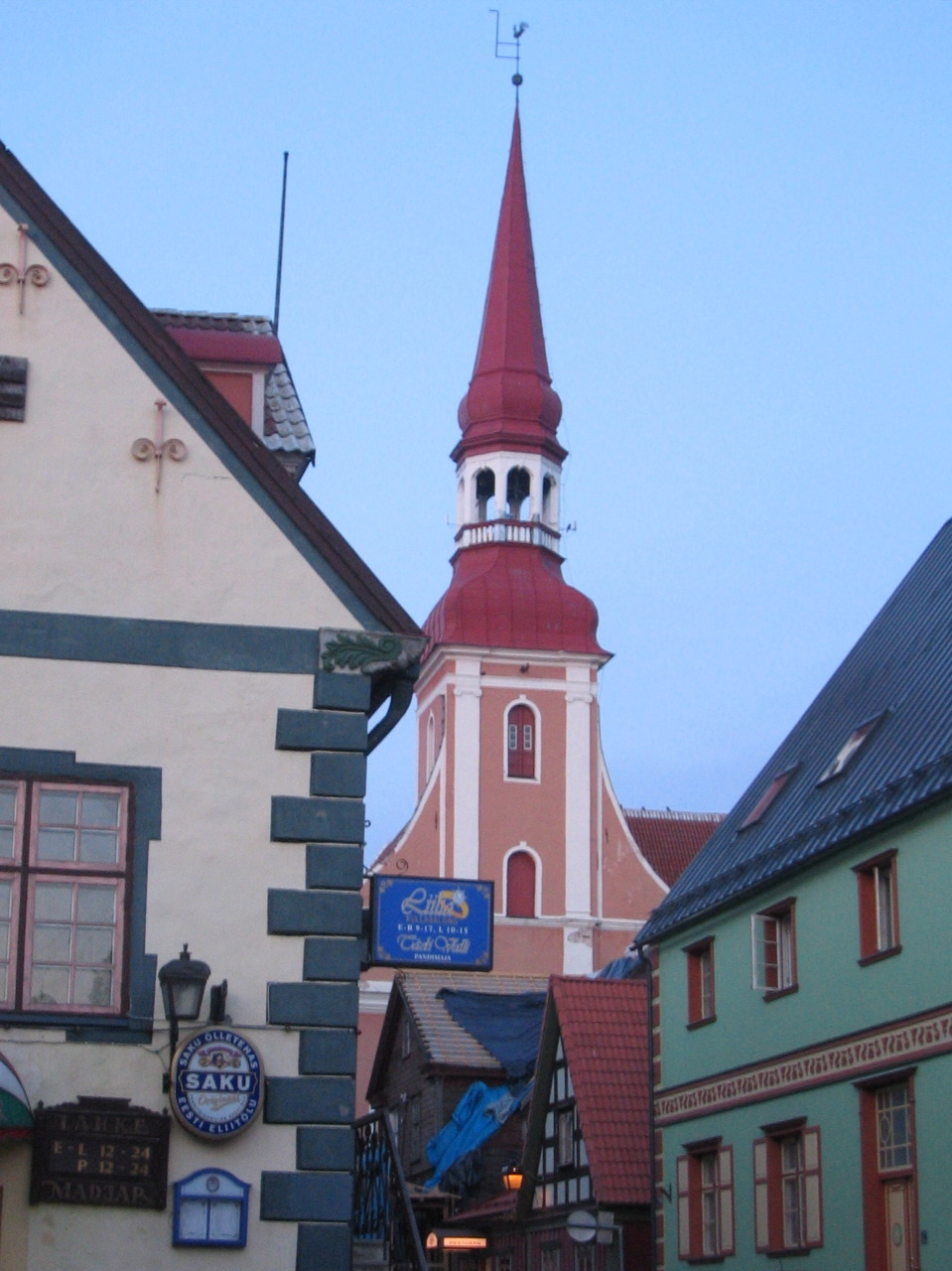
Luterański kościół św. Elżbiety(inne języki) i puby w Parnawie
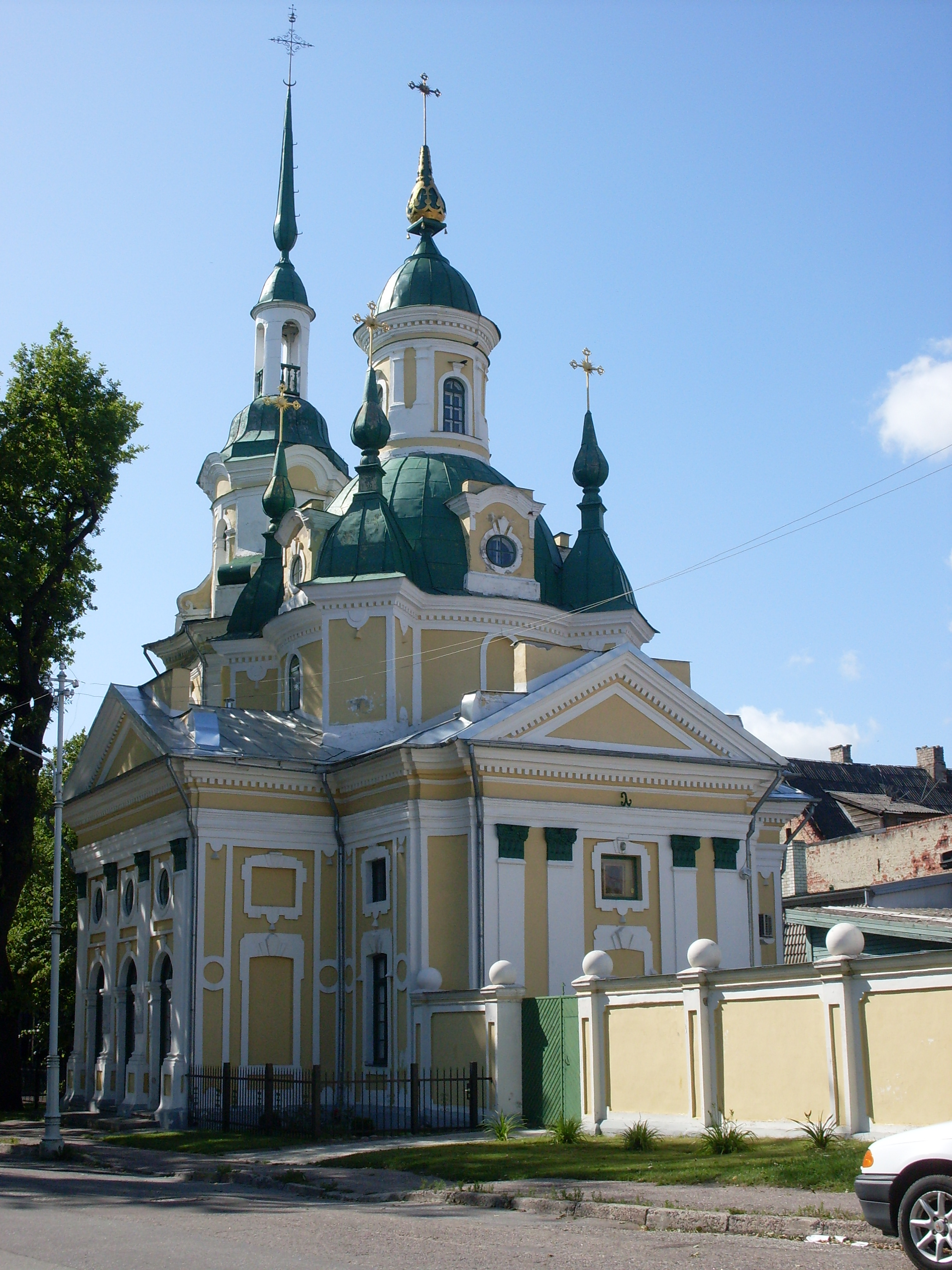
Cerkiew św. Katarzyny
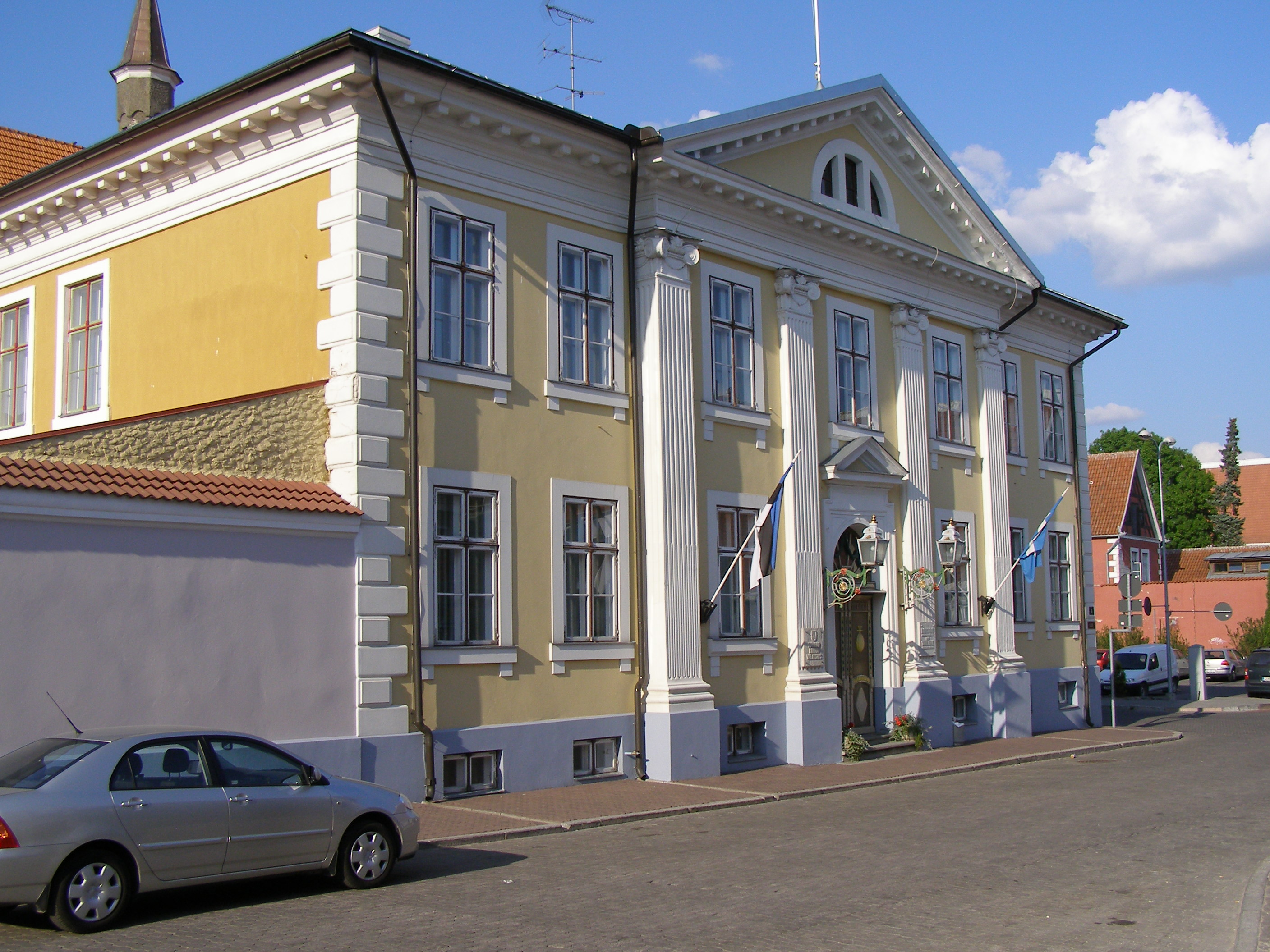
Ratusz
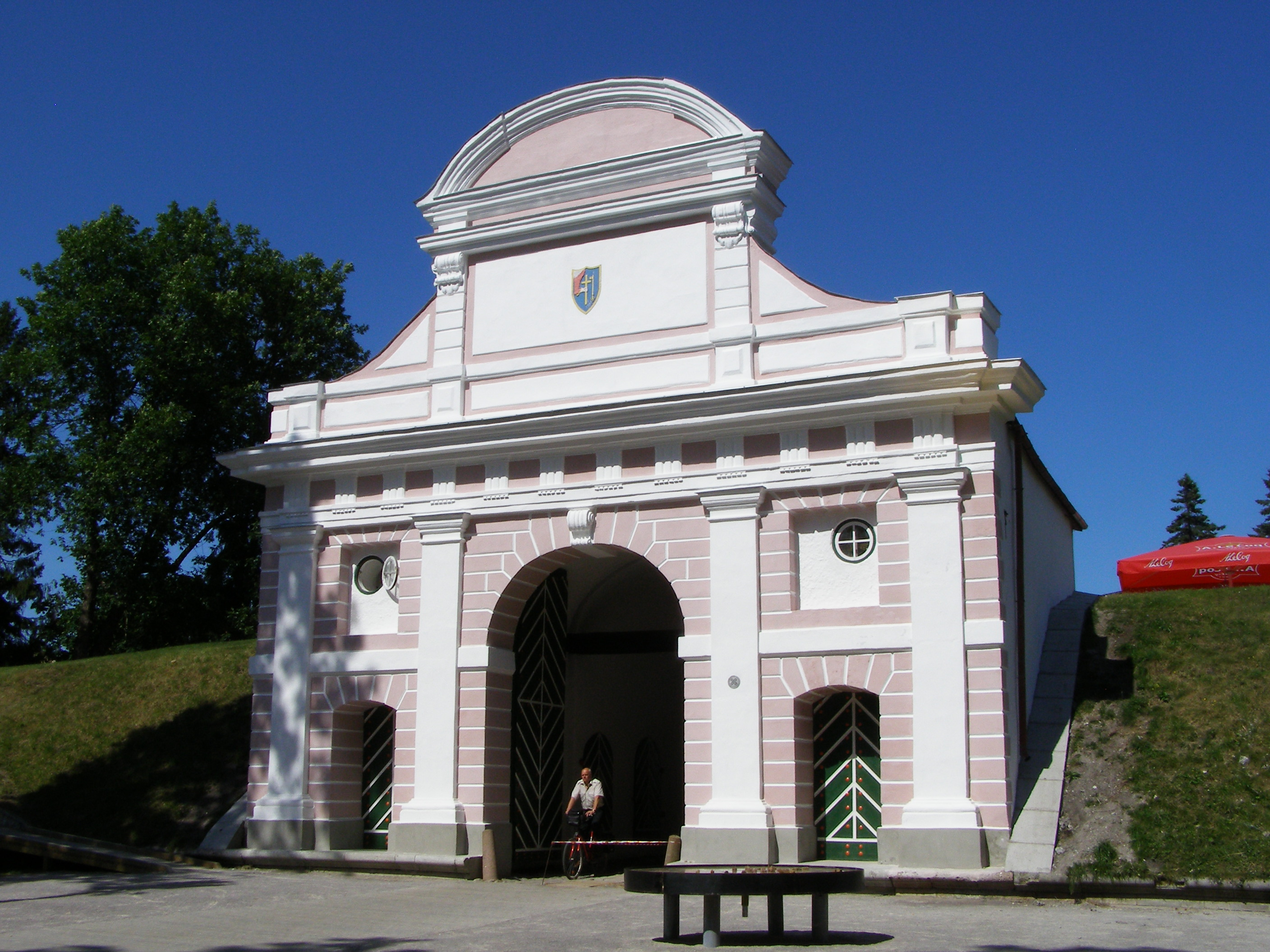
Brama Tallińska
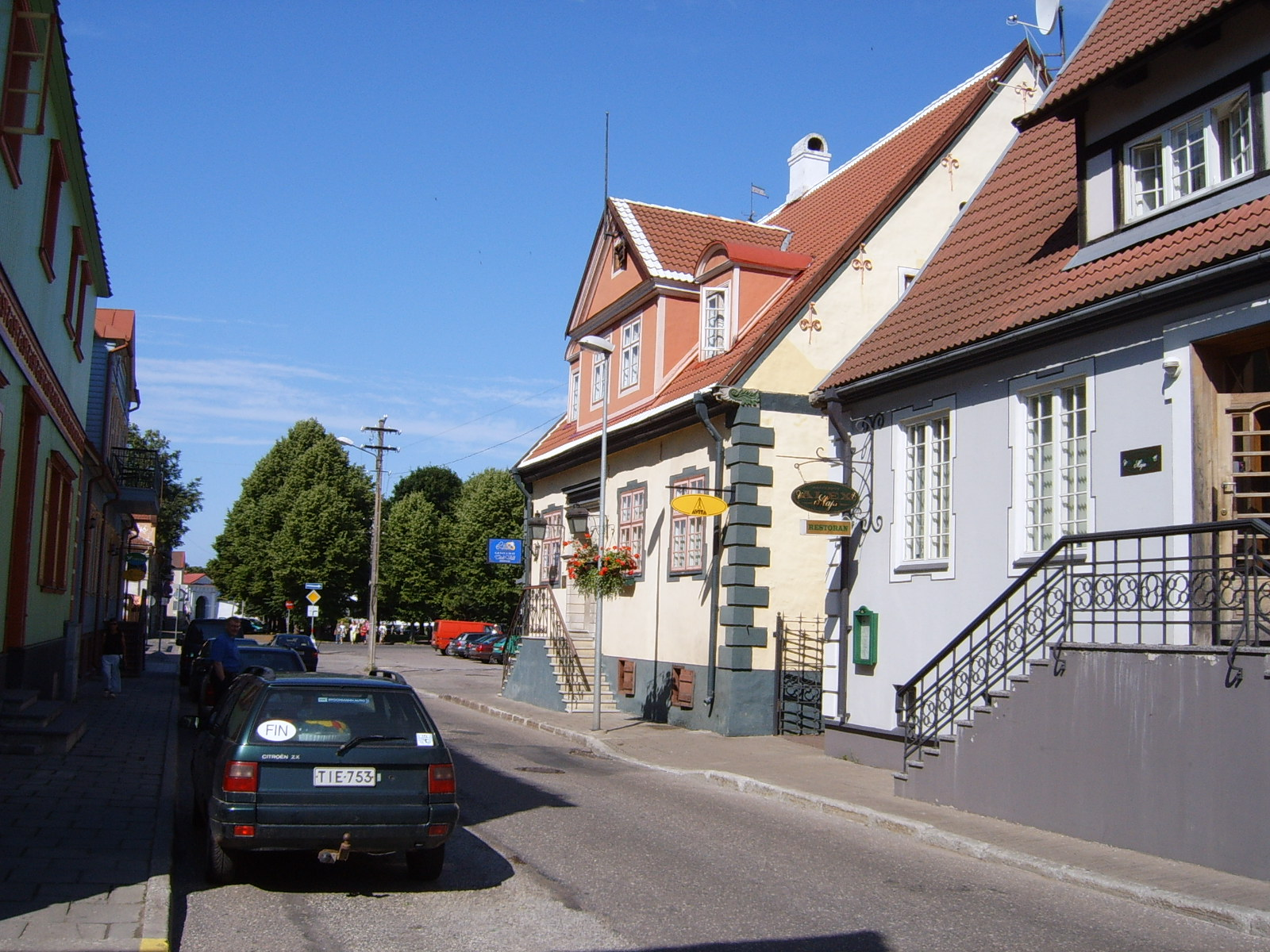
Zabudowa w centrum miasta
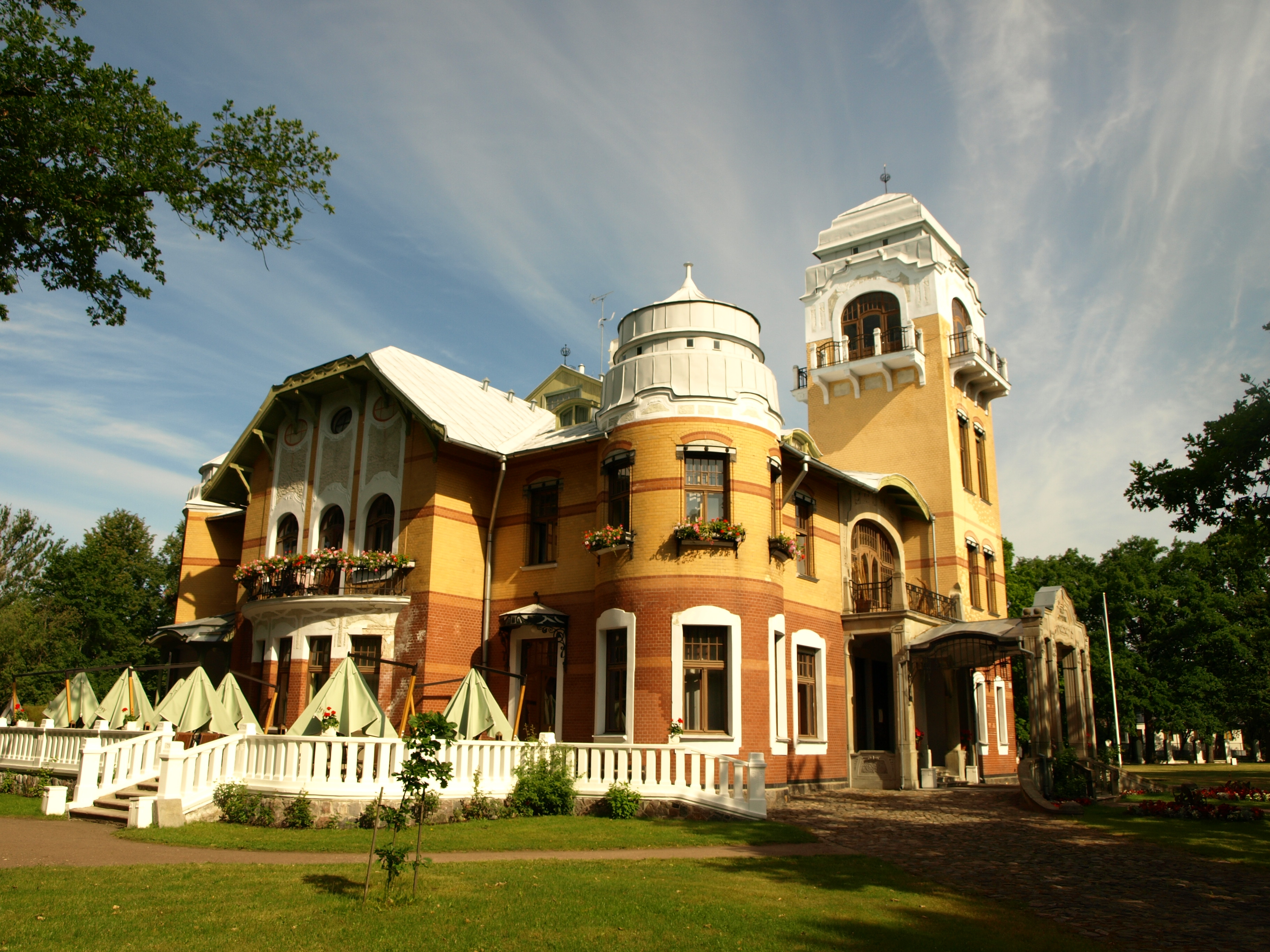
Ammende Villa
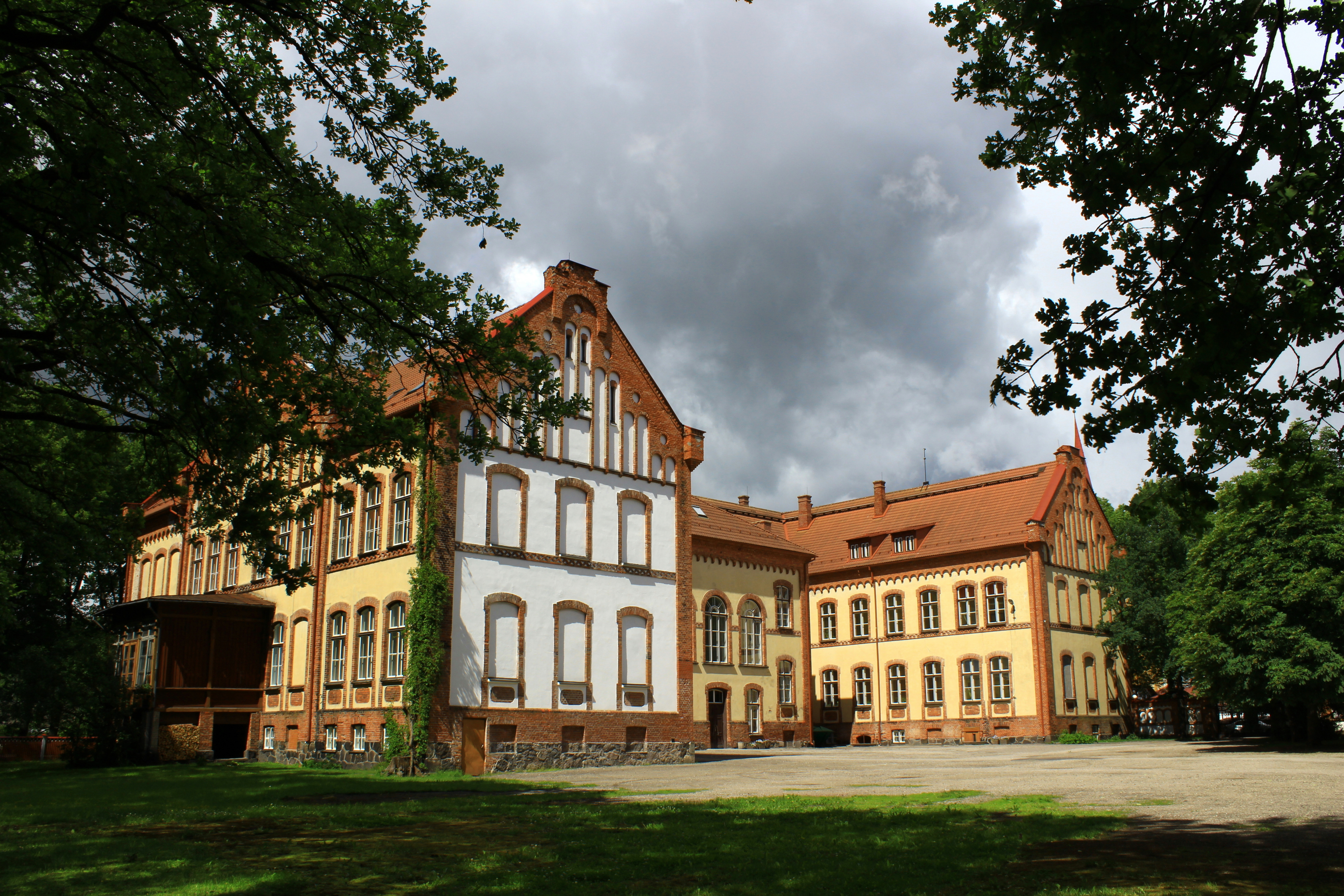
Szkoła
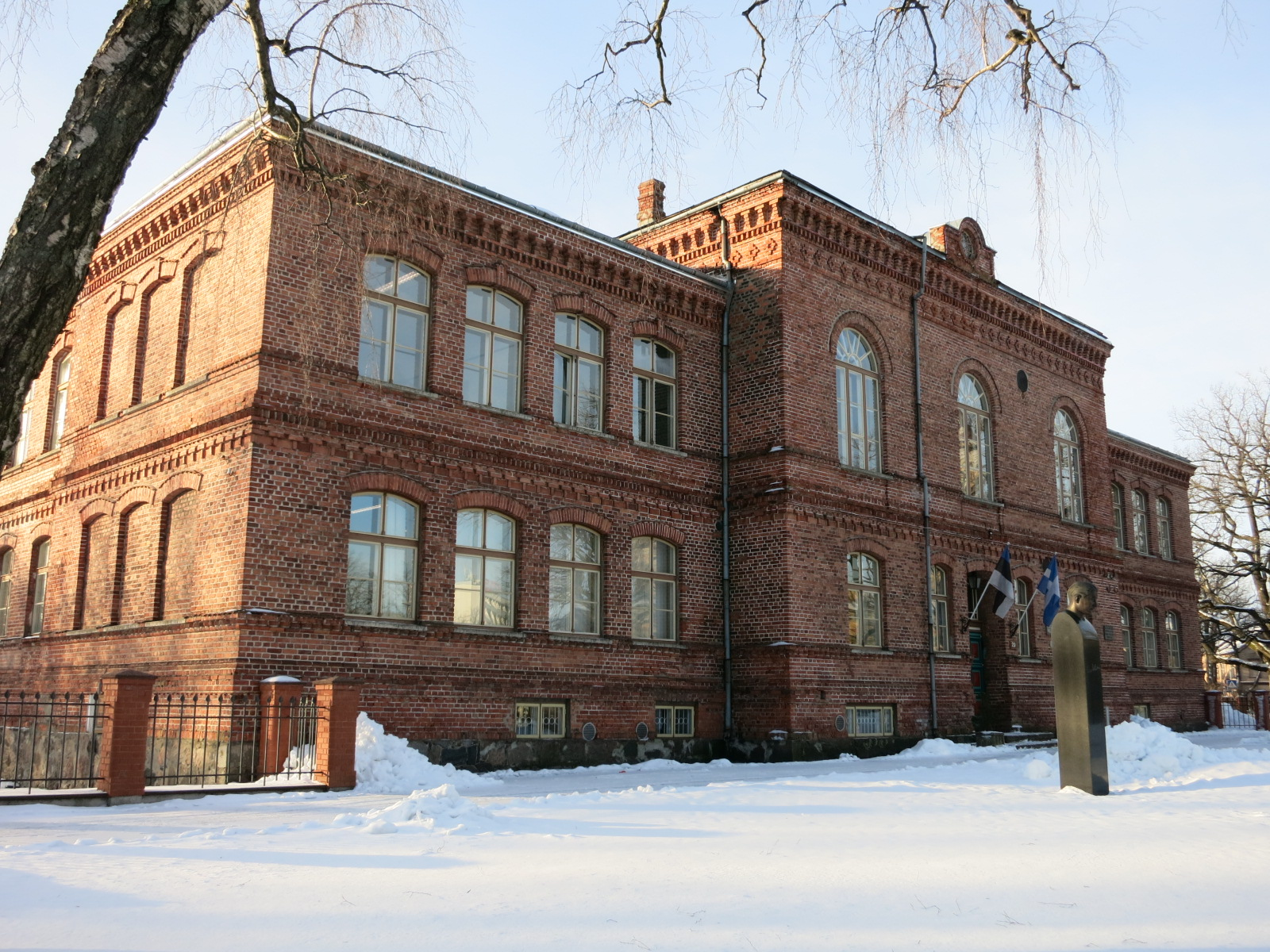
Szkoła
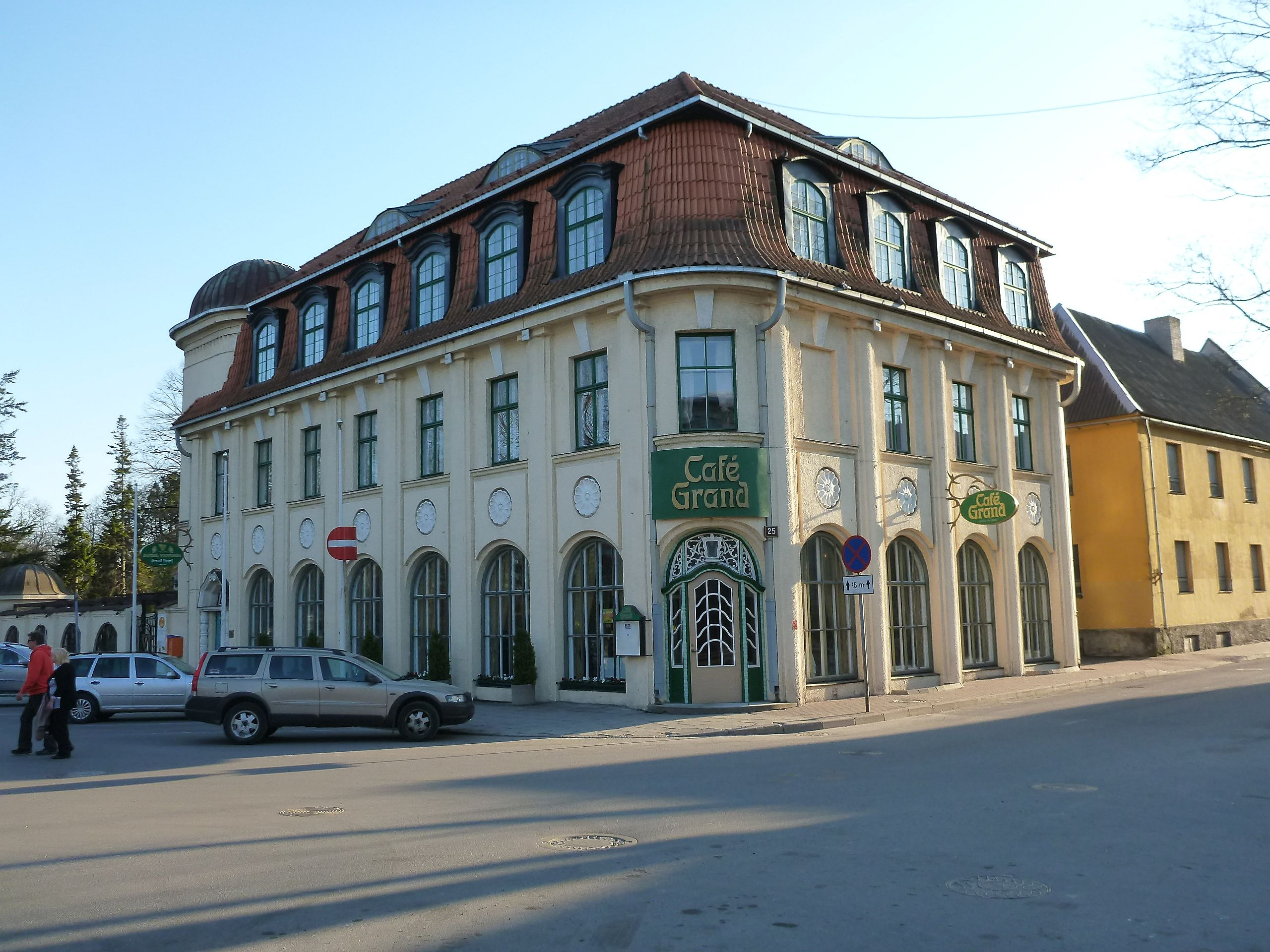
Kawiarnia
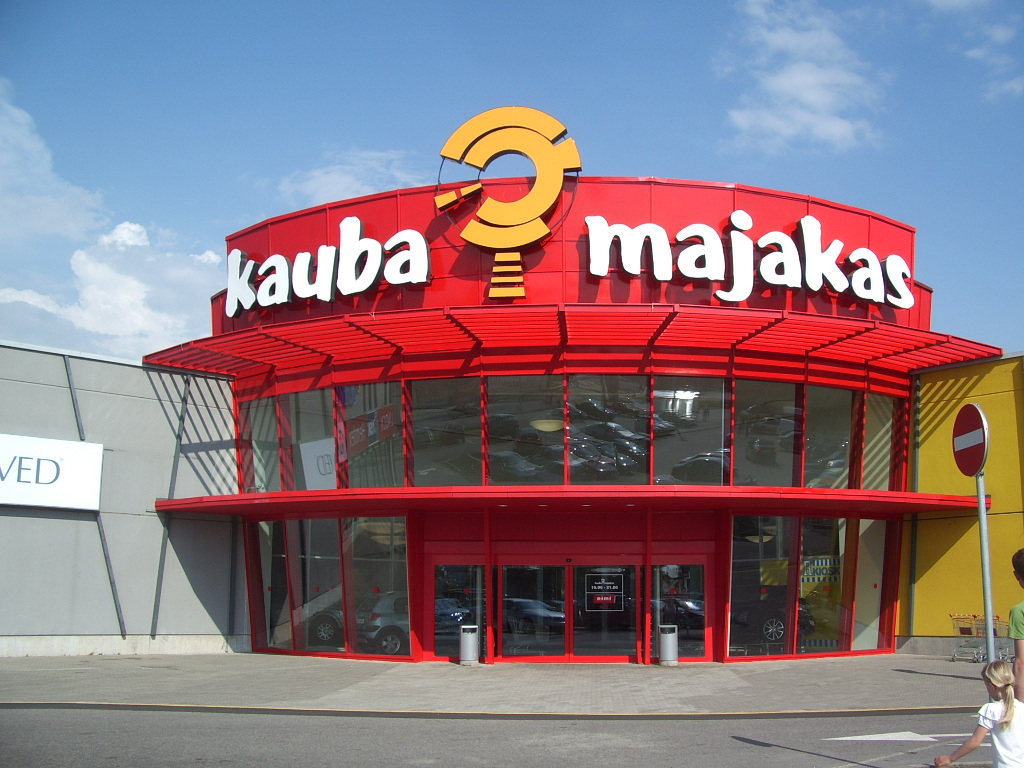
Sklep